# Champlat-et-Boujacourt
Champlat-et-Boujacourt  là một xã thuộc tỉnh Marne trong vùng Grand Est đông nam nước Pháp. Xã nằm ở khu vực có độ cao trung bình 214 mét trên mực nước biển.